# Звоно као спас (ТВ серија из 2020)
Звоно као спас (енгл. Saved by the Bell) је америчка стриминг телевизијска Хумористичко-ситуациона серија коју је развила Трејси Вигфилд, чија је премијера била 25. новембра 2020. на стриминг услузи Peacock. Представља директан наставак серија Звоно као спас и Звоно као спас: Године на колеџу, пратећи неке исте ликове.
Већина главних ликова из оригиналне серије Звоно као спас се братило да репризира своју улогу, осим Дастина Дајмонда и Дениса Хаскинса као Скреч и г. Белдинг.

## Радња
Серија је усредсређена на нову групу ученика средње школе Бејсад хај из „препривилегованих” и радничких породица, док је друге пребацио гувернер Калифорније Зек Морис - чија администрација доживљава контроверзу због затварања превише средњих школа са ниским примањима - да би се слабији ученици слали у школе са најбољим перформансама у држави.